# Paul Bearer
Paul Bearer, pseudonimo di William Alvin Moody, conosciuto anche come Bill Moody (Mobile, 10 aprile 1954 – Mobile, 5 marzo 2013), è stato un manager di wrestler statunitense.
Ha utilizzato principalmente gli pseudonimi Percy Pringle III, nella World Championship Wrestling, e Paul Bearer, nella World Wrestling Federation/Entertainment, dove ha svolto il ruolo di manager di The Undertaker, Kane e Mankind.

## Carriera

### Gli inizi
William Moody entrò nel mondo del wrestling in adolescenza come fotografo di prima fila. Dopo il liceo, si arruolò nella United States Air Force, che servì per quattro anni; durante questo periodo, spesso lottò per delle federazioni indipendenti indiani durante le ore fuori servizio.
Nel 1979, si presentò con il nome di Percival "Percy" Pringle III nelle federazioni indipendenti del sud-est. C'erano stati precedenti Percy Pringle nel wrestling prima di Moody. Subito dopo la nascita di suo figlio, ha temporaneamente lasciato il mondo del wrestling al fine di ottenere alla University of South Alabama una laurea in Scienza mortuaria e guadagnare la certificazione come un imbalsamatore e impresario di pompe funebri.
Nel 1984, ha ripreso il coinvolgimento a tempo pieno nel mondo del wrestling, riutilizzando il personaggio di Percy Pringle in molte federazioni fino alla World Championship Wrestling. Durante questo periodo, ha lavorato come manager per numerosi lottatori; ha in particolare gestito "The Ravishing" Rick Rude,"Stunning" Steve Austin, e Mark Calaway (futuro The Undertaker) nei loro primi anni di carriera. Con questo personaggio, è stato anche associato con le carriere di Lex Luger, Eric Embry, e The Ultimate Warrior.

### World Wrestling Federation/Entertainment

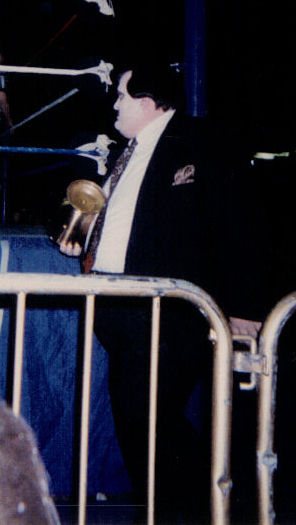
Paul Bearer nel 1996

Paul Bearer venne presentato all'inizio 1991 dal precedente manager di Undertaker, Brother Love, e da quel momento ha accompagnato il cammino del "Deadman" per molti anni, escludendo alcune parentesi con Mankind e Kane. Dopo aver lasciato la federazione nel 2003 per lavorare come booker nella Total Nonstop Action Wrestling, Moody fece ritorno in WWE nel 2004 per alcune apparizioni.
Bearer è famoso per la spettacolarità del suo ingresso verso il ring che effettuava lentamente, brandendo tra le mani un'urna cineraria dalla quale secondo la storyline Undertaker traeva la sua forza. Importante fu anche il suo contributo, assieme a quello di Ric Flair, che permise al suo assistito di conquistare il WWF Championship detenuto da Hulk Hogan nel corso delle Survivor Series.
Gestiva una federazione del circuito indipendente, la Gulf South Wrestling.
Moody si sottopose a un intervento di bypass gastrico nel novembre 2003; l'operazione riuscì perfettamente, tant'è che arrivò a pesare 300 libbre (136 kg)..

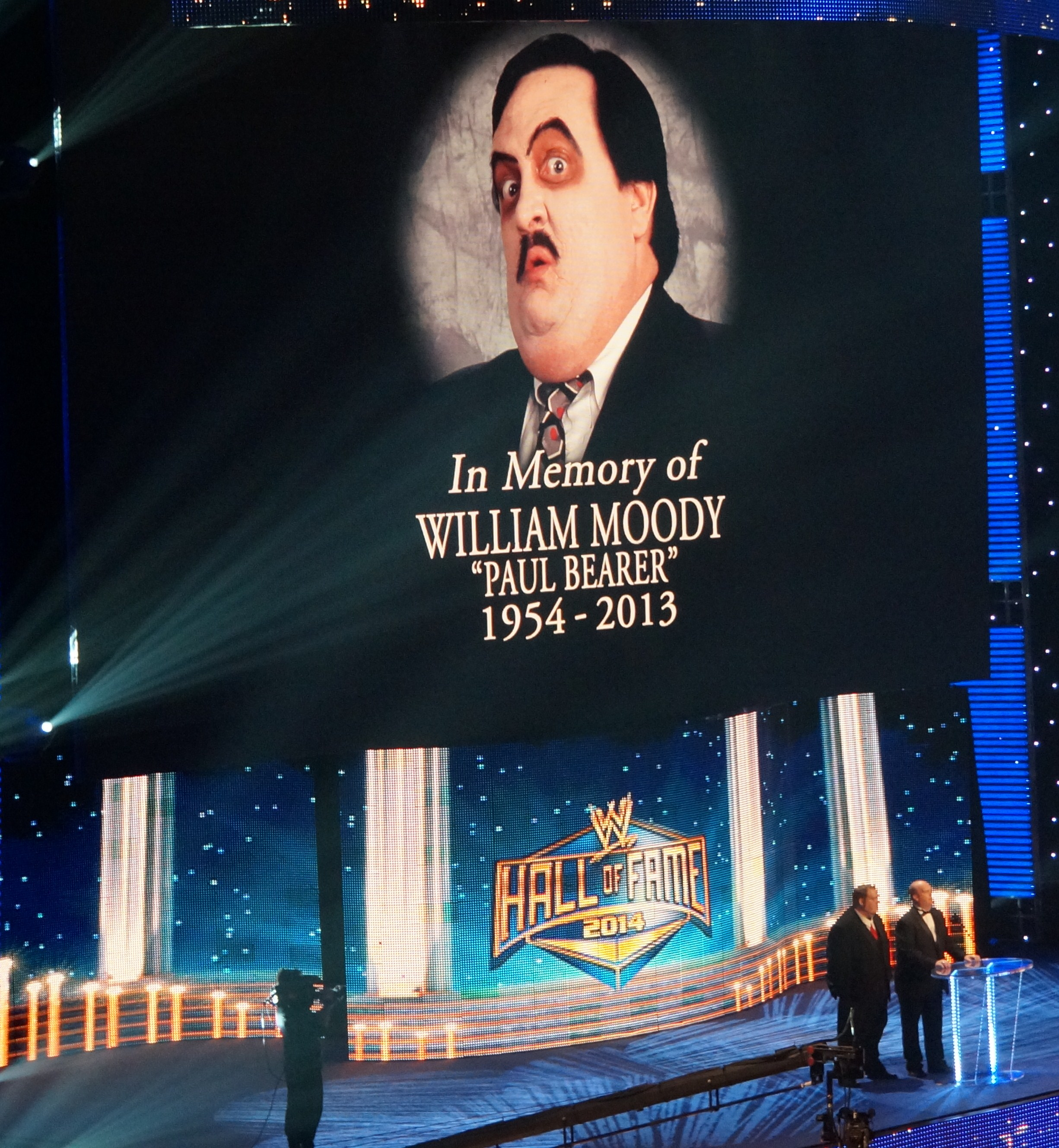
L'introduzione della WWE Hall of Fame di Paul Bearer

Il 24 settembre 2010 ritornò in WWE, a SmackDown, dove rinvigorì un Undertaker ormai provato nel fisico e nella mente, ma il 3 ottobre 2010, nel corso del pay-per-view Hell in a Cell, Bearer tradì nuovamente Undertaker, schierandosi con Kane e aiutandolo a vincere il match.
Nel 2011, attraverso un post sul suo blog confermò di aver firmato un nuovo contratto con la WWE che è cominciato a decorrere dallo scorso primo agosto, dopo che le due parti erano in contatto già da alcuni mesi. Inoltre nel contratto era presente una clausola per cui poteva continuare a lavorare in show di compagnie indipendenti se questi impegni non confliggessero con quelli della WWE e se gli verrà richiesto.
La sua ultima apparizione negli show WWE è avvenuta nel 2012.

## Morte
Moody, che pochi giorni prima aveva sofferto per un coagulo nel sangue e aveva problemi respiratori e una tachicardia sopraventricolare non trattata, venne ricoverato all'ospedale Ascention Providence della natia Mobile, ove la tarda sera di martedì 5 marzo 2013 all'età di 58 anni venne colpito da un infarto che non si riuscì ad arginare. Dopo i funerali, venne sepolto presso i Serenity Memorial Gardens di Theodore, sempre in Alabama.
Il 3 marzo 2014 è stato annunciato il suo ingresso nella WWE Hall of Fame. È stato introdotto da Kane e dopo un discorso tenuto dai due figli Michael e Daniel Moody, è apparso The Undertaker con la celebre urna puntandola verso lo schermo raffigurante la foto del manager.

## Personaggio

### Soprannomi
- "Brother Bearer"
- "The Father of Destruction"
- "Uncle Paul"

### Wrestler assistiti
- The Assassin
- Blackjack Mulligan
- Brian Cage
- Buzz Sawyer
- Dingo Warrior
- Don Jardine
- Eric Embry
- The Executioner
- The Great Kabuki
- Jack Victory
- Kane
- Koko B. Ware
- Lex Luger
- Mankind
- Matt Borne
- The Missing Link
- Sugar Bear Harris / Kamala
- Ted Arcidi
- Rick Rude
- Shaun Ricker
- Steve Austin
- Texas Red / The Undertaker
- Vader

## Titoli e riconoscimenti
Cauliflower Alley Club
- Other honoree (2003)

George Tragos/Lou Thesz International Wrestling Institute
- Lou Thesz Award (2014)

Gulf Coast Wrestlers Reunion
- Pioneer Award 2001 Member of the Board of Directors

Pro Wrestling Illustrated
- Manager of the Year (1998)

WWE
- WWE Hall of Fame (classe del 2014)